# Boninella igai
Boninella igai är en skalbaggsart som beskrevs av Nobuo Ohbayashi 1976. Boninella igai ingår i släktet Boninella och familjen långhorningar. Inga underarter finns listade.